# Getzen

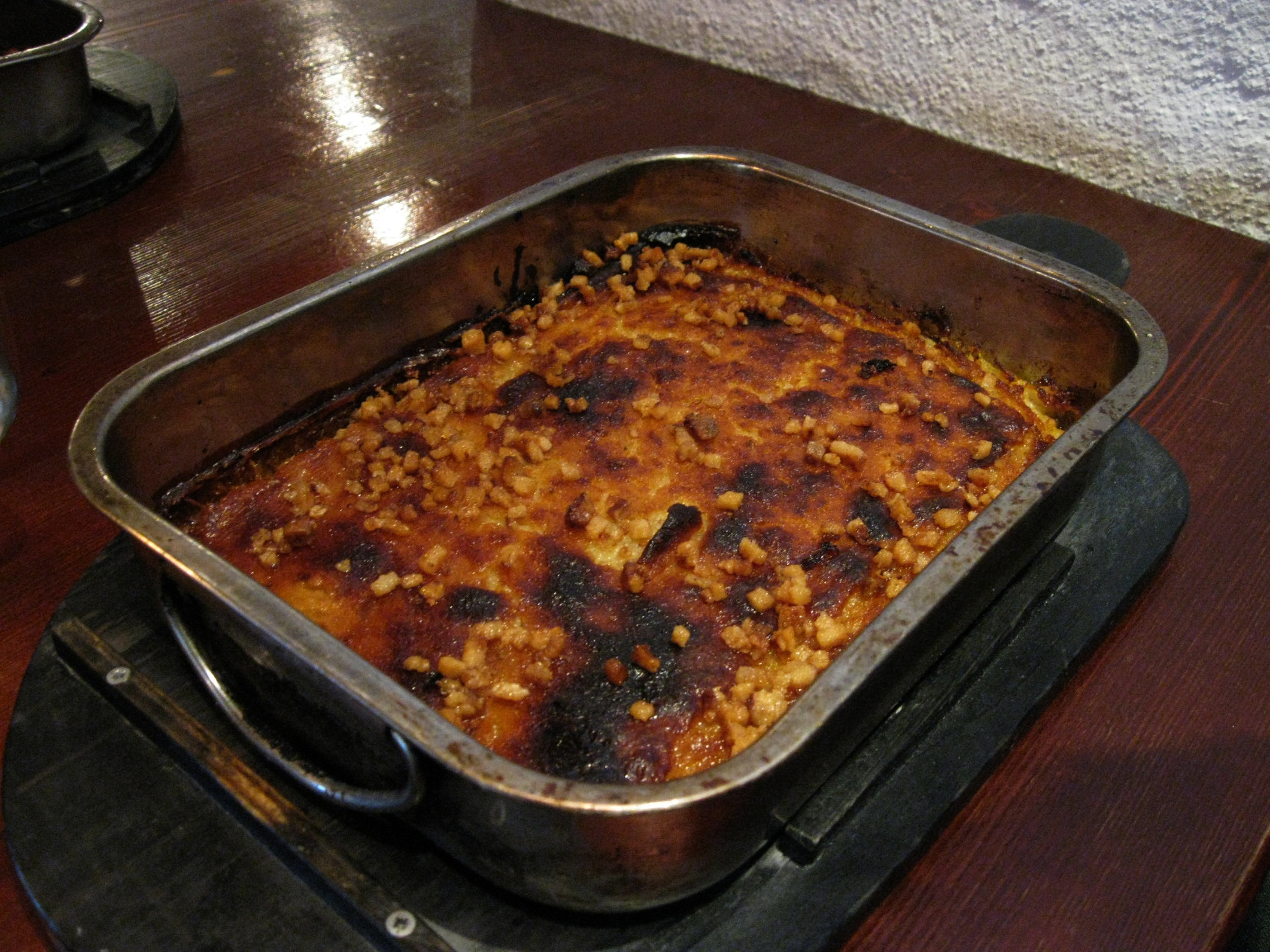
Buttermilchgetzen

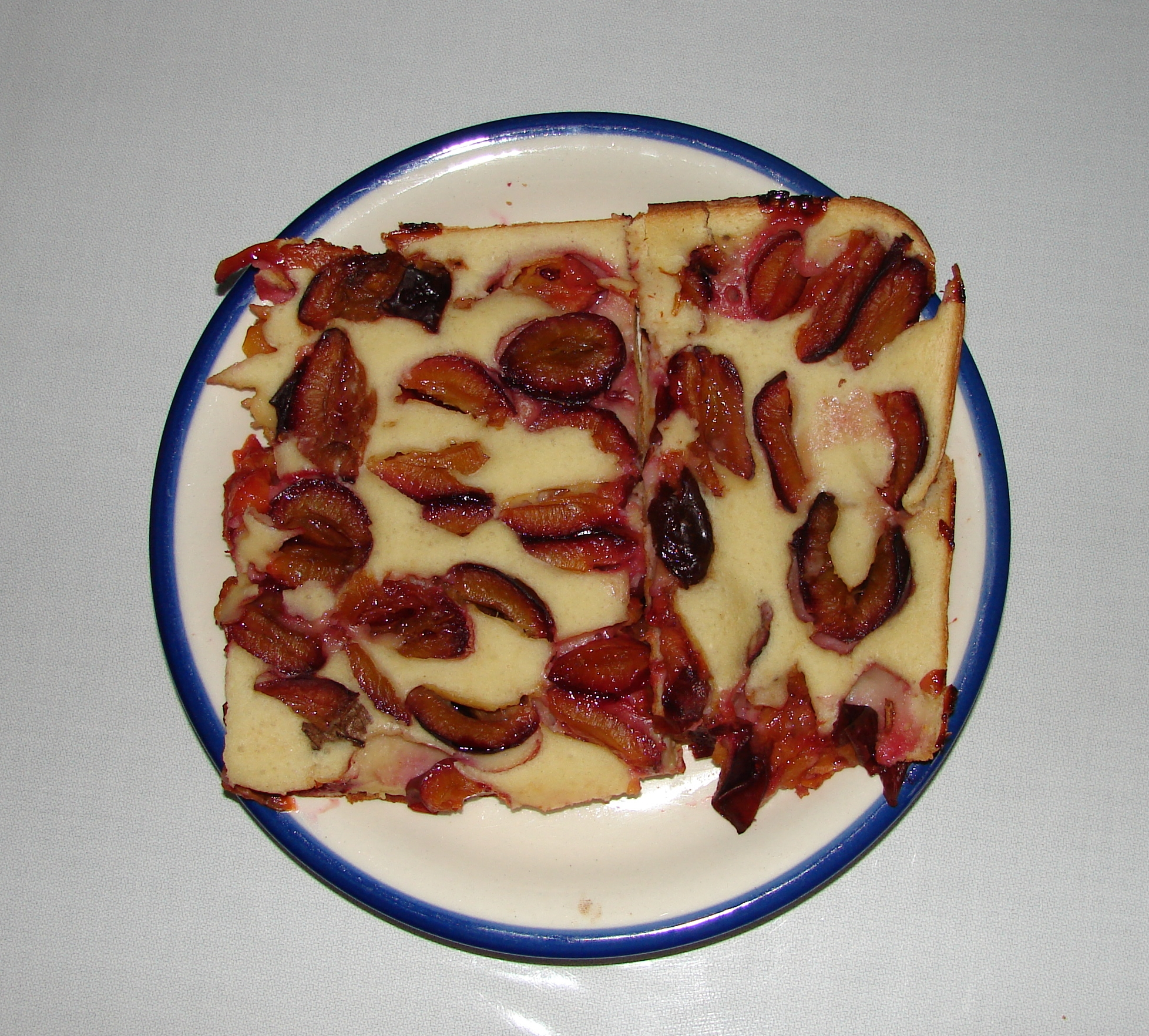
Pflaumengetzen

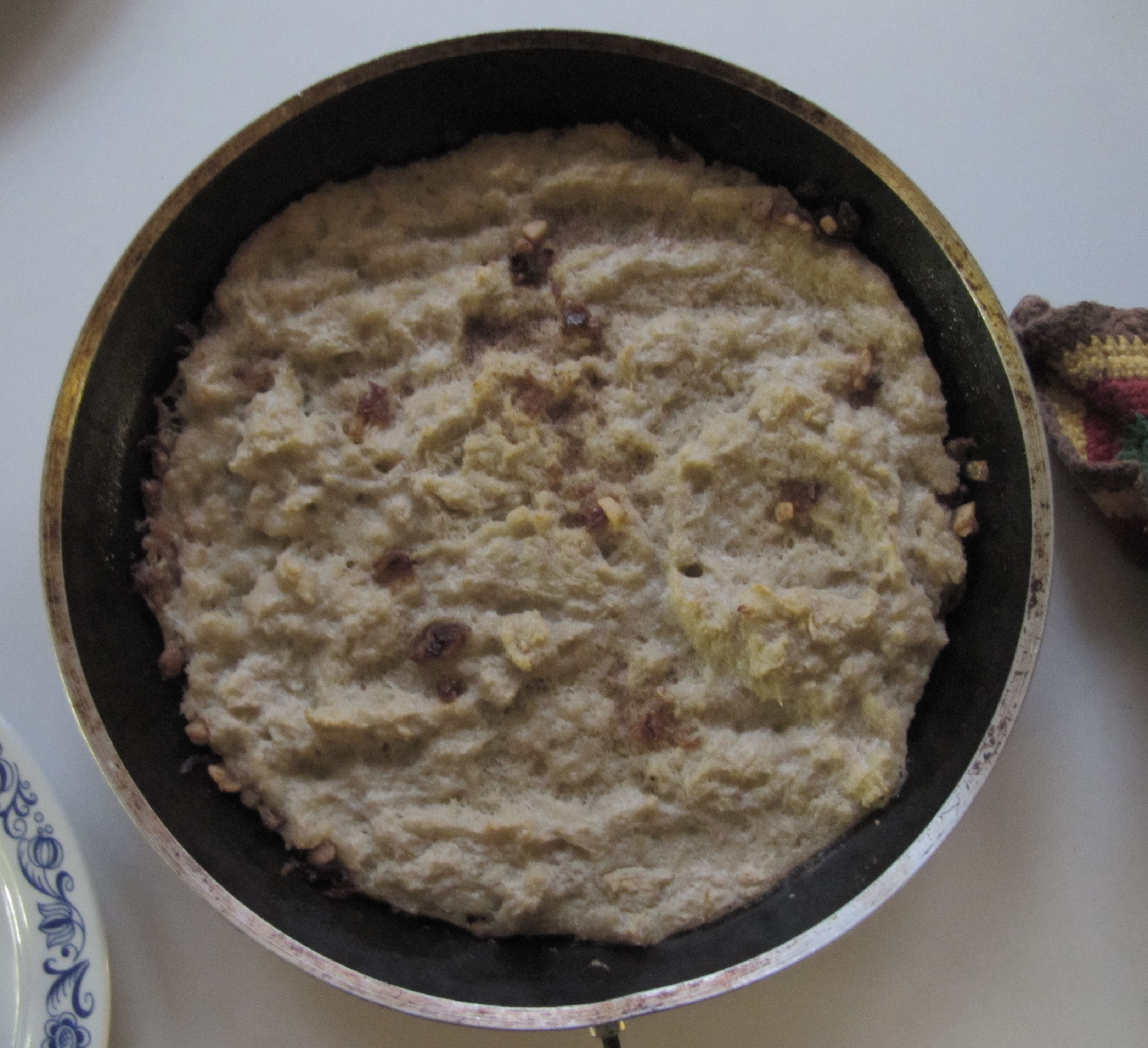
Buttermilchgetzen mit Schinkenspeckstreifen

Getzen sind ein traditionelles, meist fleischloses Gericht der Erzgebirgischen Küche. Ohne Zusatz wird darunter der Buttermilchgetzen verstanden.

## Buttermilchgetzen
Der Buttermilchgetzen hat sich wie andere Kartoffelgerichte des Erzgebirges (Fratzen, Klitscher, Rauchemaad, grüne Klöße) in Zeiten entwickelt, in denen man sich Fleischmahlzeiten nur selten leisten konnte.

### Zubereitung
Zur Zubereitung wird eine Masse aus geriebenen rohen Kartoffeln und Buttermilch bereitet. In manchen Gegenden werden dieser Masse zusätzlich geriebene gekochte Kartoffeln hinzugefügt. Die Masse wird gesalzen und eventuell gewürzt (je nach Rezept mit Zwiebel, Pfeffer oder reichlich Kümmel) und in Speck, Butter oder Öl (meist Leinöl) im Backofen oder einer gusseisernen Getzenpfanne gebacken. Eventuell wird die Masse beim Ausbacken mit ausgelassenem Speck oder gebratenen Bratwurststücken belegt. Zu den Buttermilchgetzen reicht man ein Beerenkompott, oft aus Blaubeeren (erzgebirgisch: Schwarzbeeren), Preiselbeeren oder Apfelmus. Vereinzelt wird in neuerer Zeit der Masse auch Ei oder Mehl beigefügt. In traditionellen Rezepten finden sich diese beiden Zutaten nicht.

## Weitere Arten
Der Heidelbeergetzen enthält im Gegensatz zum Buttermilchgetzen keine Kartoffeln. Aus Mehl, Eigelb, Milch, Salz und evtl. Zucker wird ein Teig bereitet. Auf die Masse kommen die Heidelbeeren (frisch oder eingeweckt). Das Ganze wird im Backofen oder in einer Getzenpfanne gebacken und vor dem Servieren mit Zucker und Zimt bestreut.
Man gibt oft auch andere Früchte hinzu, zum Beispiel Äpfel, Pflaumen, Himbeeren oder Kirschen.
Lässt man beim Heidelbeergetzen die Früchte weg, spricht man vom Mehlgetzen (erzgebirgisch: Mahlgetzen). Er enthält also keine Kartoffeln und keine Früchte, aber Mehl und Zucker. Diesem werden häufig Speckwürfel hinzugefügt. Dann spricht man auch vom Speckgetzen (erzgebirgisch: Spackgetzen).
Der Grüne Getzen besteht lediglich aus geriebenen rohen Kartoffeln und etwas Salz. Der dünne Teig wird mit etwas Sonnenblumenöl in einer weiten Getzenpfanne beidseitig goldbraun gebacken und vor dem Servieren eventuell mit etwas Zucker bestreut. Die Herkunft der Bezeichnung Grüner Getzen ist, ebenso wie die Bezeichnung der Grünen Klöße, nicht gesichert. Sie kann einerseits auf die Zubereitung aus rohen Kartoffeln oder andererseits auf die grüne Färbung des Getzens zurückzuführen sein.
Beim Semmelgetzen werden statt Mehl geschnittene und geröstete Weißbrotwürfel (Semmelbrösel) verwendet. Der Zeppelgetzen ist ein Semmelgetzen mit Speckwürfeln.
Weitere Getzenarten sind Eiergetzen, Bröselgetzen (erzgebirgisch: Breeselgetzen) und Heringsgetzen (erzgebirgisch: Haarichgetzen).